# カントリーミュージック協会
カントリーミュージック協会（カントリーミュージックきょうかい、Country Music Association (CMA)）は、テネシー州ナッシュビルに本部を構えるアメリカ合衆国のカントリー・ミュージック組織である。1958年設立。2008年で50周年を迎えた。現在、262団体の会員数を誇り、西地区を本部を構えるアカデミー・オブ・カントリーミュージック(ACM)とともにカントリー・ミュージックの普及に役立てている。

## 概要
1958年、テネシー州ナッシュビルに設立。会員数233でスタートし、音楽業界の進展を図る第一段階の組織である。組織の目的は世界におけるカントリー・ミュージックの発展の導入と強化であり、広告主、消費者、メディアなどの媒体にカントリーを理解してもらい、カントリー音楽産業の統合を図る。CMAはカントリー音楽ファンにとっては、毎年秋の通常10月か11月に開催され全国に生中継されるCMAアワードとして世間に認知されている。
CMAの取締役会には9名の取締役と5名の幹部役員がいる。エイカフ＝ローズ・ミュージックの社長、ウェズレー・ローズはCMAの初代取締役会会長となり、放送興行主で幹部のコニー・B・ゲイは初代社長となった。
元々は9段階の会員枠があったが現在15段階である。団体での会員加盟も可能。ただしCMA会員はカントリー音楽業界に直接的または間接的に携わっている個人や団体に限られている。

## CMAアワード
CMAアワード（Country Music Association Awards）は1967年に第1回授賞式が行われて以来、毎年11月に開催されるカントリー音楽の賞である。
1967年、ナッシュビルで最初のCMAアワード授賞式が行なわれ、ソニー・ジェイムスとボビー・ジェントリーが司会を務めた。テレビ中継はされなかった。最高賞であるエンターテイナー・オブ・ザ・イヤーの最初の受賞者はエディ・アーノルド、男性ボーカリスト賞はジャック・グリーン、女性ボーカリスト賞はロレッタ・リン。
1968年、ナッシュビルのライマン公会堂でロイ・ロジャースとデイル・エヴァンスが司会で第2回授賞式が行なわれた。この模様はテレビ収録され、数週間後にNBCで放送された。1969年の第3回授賞式で初めて生中継された。
第2回からはNBCで放映され、現在はABCで生放送されている。授賞式はナッシュビルのブリヂストン・アリーナで開催される。
授賞はエンターテイナー・オブ・ザ・イヤー、男性ボーカリスト、女性ボーカリスト、新人、ボーカル・グループ、ボーカル・デュオ、シングル、アルバム、曲、音楽イベント、ミュージック・ビデオ、演奏者と12部門に分かれている。
CMAは毎年ラジオ局に対しCMA放送賞も授賞しており、メジャー・マーケット(アービトロン・ランキング1～25)、ラージ・マーケット(アービトロン・ランキング26～50)、ミディアム・マーケット(アービトロン・ランキング51～100)、スモール・マーケット(それ以下)と市場規模によって分けられている。同じラジオ局が連続して受賞することはできない。

## CMAミュージックフェスティバル
CMAミュージックフェスティバルは例年7月にナッシュビルのLPフィールドで開催される音楽祭。第1回は1972年。